# Antilocution
Antilocution은 개인, 그룹 또는 공동체에 대한 부정적인 언어적 발언이 공공 또는 사적인 환경에서 이루어지며 대상에게 직접 전달되지 않는 편견의 한 형태이다. 미국의 심리학자 고든 올포트는 1954년 저서 편견의 본성에서 이 용어를 처음으로 사용하여 한 사회에서 편견의 발현을 측정하는 5가지 반감 중 첫 번째를 반작용으로 규정했다. Antilocution은 "누군가 몰래" 말하는 일반적인 배신 형태와 유사하다, 하지만 Antilocution은 집단 내에서는 편파적으로 따돌림을 당한다.
혐오 발언이라는 용어는 비슷한 의미를 가지고 있지만 소외 집단이 차별을 모르고 있다는 사실에는 전혀 개의치 않는 것이 혐오 발언이라는 점에서 다르다고 볼 수 있다.

## 어원
Antilocution이라는 용어는 1954년 미국 심리학자 고든 올포트가 쓴 책 편견의 자연에 처음 등장했다. Antilocution은 한 사회에서 편향이나 편견의 정도를 측정하기 위한 척도인 올포트 규모의 첫 번째 단계이다. 처벌 이후, 편견의 더 큰 단계는 각각 회피, 차별, 신체적 공격, 그리고 박멸이다.
Antilocution은 location이라는 단어와 접두사 anti로 구성된 복합 명사로, locution을 사용하는 역효과를 내는 방법을 나타냅니다.

## 기술
Antilocution은 가장 덜 공격적인 형태의 편견으로 간주되며, 비슷한 의견을 공유하는 사회의 개인들의 대화로 대표 되는데, 이는 종종 편향되어 Antilocution 대상에 대한 부정적인 평판을 낳는다. 이런 형태의 편견은 가장 덜 공격적일 수도 있지만, 그럼에도 불구하고 그것은 이 주제에 대해 매우 파괴적이고 삶을 바꿀 수 있다.
반발법을 하는 사람들은 스스로를 차별행위에 연루되었다는 것을 알지 못하거나 생각하지 않을 수도 있다. Antilocution은 아마도 가장 일반적인 형태의 차별 행위이며, 일반적으로 사소한 가십 또는 스캔들이라고 한다. 그 대상자는 반대 의견을 채택한 경우 흐름에 동참하거나 반대 의견을 개진할 필요성을 느낄 수 있다. 이로한 점은 그 주제에 대한 장소를 만들거나 사회를 통해 편향된 정보의 확산으로 이어질 수 있고 그 주제에 대한 행동의 부정적인 변화를 가져올 수 있기 때문에 그 주제를 사회적으로나 정신적으로 상당히 불리한 방향으로 몰고 갈 것이다.

## 원인, 고용 및 위험
사람들은 종종 위협을 느낄 때, 그리고 자주 주제에 대한 오해와 고정관념에 바탕을 두고 있을 때 해로운 대화에 참여한다. Antilocution은 종종 주제가 그룹에 이상 징후로 간주된다는 사실과 관련이 있다. 예를 들어, 새로운 구성원이 될 수 있기 때문에 아무도 주제를 실제로 알지 못하기 때문에 그들은 그들의 인식과 고정관념에 기초하여 주제를 판단한다. 종종 인종주의, 민족 또는 성별을 포함된다. 이러한 유형의 행동에 관여하는 대부분의 개인은 자신의 행동이 어떤 식 으로든 편견을 가지고 있다는 사실을 부인할 가능성이 높으며 종종이를 자신의 의견을 표현하는 문제로 표시합니다. 이런 종류의 행동에 관여하는 대부분의 사람들은 그들의 행동이 어떤 식으로든 해롭다는 것을 부인할 가능성이 높으며, 종종 자신의 의견을 표현하는 문제로서 이것을 나타낸다.
사실은 종종 잘못된 정보를 반박하고 그 주제에 대한 사회에서 긍정적인 영향을 일으키기 위해 필요하다. 그렇지 않으면 의견이 계속해서 증가하고 추가적인 오해로 이어질 것이고, 이는 결국 편견과 차별의 더 심각한 형태로 이어질 수 있고, 만약 그렇다면 사회, 정신, 심지어 신체적으로도 그 주제에 해를 끼칠 것이다.

## 같이 보기
- Allport의 규모